# Coleosoma caliothripsum
Coleosoma caliothripsum är en spindelart som beskrevs av Alberto Barrion och James A. Litsinger 1995. Coleosoma caliothripsum ingår i släktet Coleosoma och familjen klotspindlar.
Artens utbredningsområde är Filippinerna. Inga underarter finns listade i Catalogue of Life.